# 波纳蒂特·特勒肖
波纳蒂特·特勒肖（義大利語：Bernardino Telesio，1509年11月7日—1588年10月2日），意大利哲学家和自然科学家。虽然他的自然理论后来被证明是错误的，但他重视观察使他成为最终发展出科学方法的“现代人第一人”。